# Kjell Lindgren
Kjell Norwood Lindgren (* 23. ledna 1973 Tchaj-pej, Tchaj-wan) je lékař a od června 2009 je americký astronaut, člen oddílu astronautů NASA, 540. člověk ve vesmíru. V roce 2015 byl členem Expedice 44/45 na Mezinárodní vesmírnou stanici (ISS). Na ISS pobýval také během svého druhého kosmického letu od dubna do října 2022.

## Mládí a vědecká kariéra
Kjell Lindgren se narodil v tchajwanském Tchaj-peji roku 1973, většinu dětství strávil v Anglii. Po návratu do Spojených států amerických získal roku 1995 titul bakaláře v oboru biologie na Vojenské letecké akademii (U.S. Air Force Academy), o rok později se stal magistrem (z fyziologie kardiovaskulárního systému) na Coloradské státní univerzitě (Colorado State University). Roku 2002 získal i doktorát z medicíny na Coloradské univerzitě (University of Colorado) v Boulderu.
Pracoval na pohotovosti v nemocnici v Minneapolisu, do roku 2006 i jako doktorand na Minnesotské univerzitě (University of Minnesota). Poté přešel do Galvestonu na Texaskou univerzitu (University of Texas), kde se věnoval leteckému a kosmickému lékařství, přičemž už od roku 2007 spolupracoval s NASA na výcviku astronautů.

## Astronaut v NASA

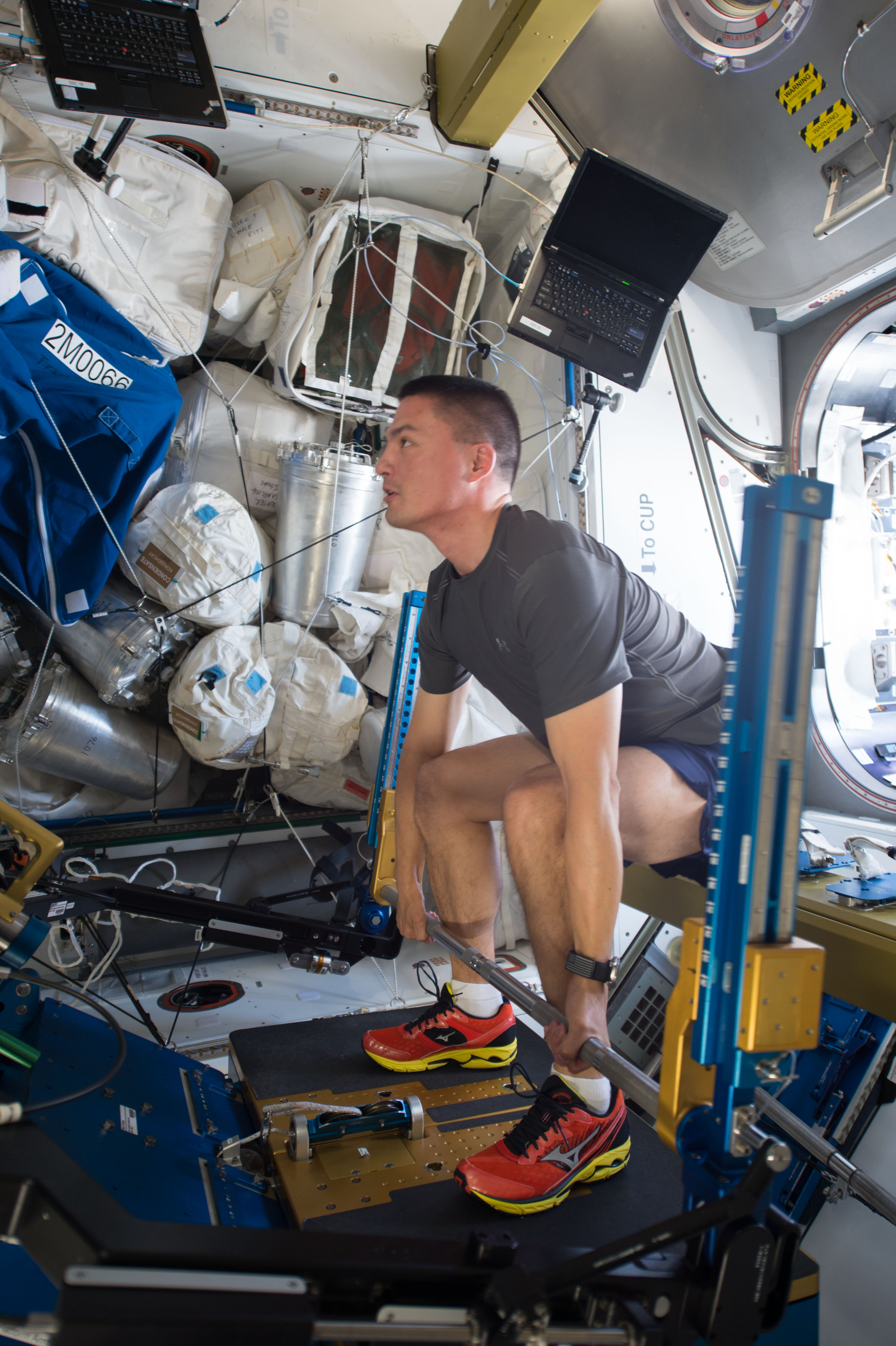
Kjell Lindgren cvičí na Mezinárodní vesmírné stanici, 28. července 2015

V červnu 2009 byl ve 20. náboru NASA vybrán mezi její astronauty. Absolvoval dvouletou všeobecnou kosmickou přípravu, kterou dokončil v červenci 2011. V červnu 2012 se uvažovalo o jeho zařazení do Expedice 43/44 na Mezinárodní vesmírnou stanici (ISS) se startem v Sojuzu TMA-16M v březnu 2015. Po rozhodnutí o ročním letu ho však nahradil zkušený Scott Kelly.

### 1. kosmický let
V prosinci 2012 byl vybrán do následující Expedice 44/45 s pobytem na ISS v květnu – listopadu 2015. Do vesmíru vzlétl v Sojuzu TMA-17M s Olegem Kononěnko a Kimijou Juim. Start Sojuzu 22. července 2015 se vydařil, trojice kosmonautů odletěla z Bajkonuru na ISS. Na stanici pracoval ve funkci palubního inženýra. Během letu podnikl dva výstupy do vesmíru (společně se Scottem Kelly v celkové délce 15 hodin a 4 minuty. Z oběžné dráhy se na Zem trojice Kononěnko, Jui, Lindgren vrátila 11. prosince, přistáli ve 13:12:14 UTC v kazašské stepi 132 km severovýchodně od Džezkazganu. Jejich let trval 141 dní, 16 hodin, 9 minut a 29 sekund.

### 2. kosmický let
Byl oznámen jako velitel mise SpaceX Crew-4, jejíž start se po několika odkladech uskutečnil 27. dubna 2022. Loď se po 16 hodinách spojila s ISS, kde se čtyři členové její posádky stali současně členy Expedice 67. Na Zemi se vrátili 14. října 2022 po 170 dnech, 13 hodinách a 2 minutách letu.

## Osobní život
Kjell Lindgren je ženatý, má tři děti.